# A magyar labdarúgó-válogatott 2009. szeptember 5-i mérkőzése
Előző mérkőzés - Következő mérkőzés
A magyar labdarúgó-válogatott világbajnoki selejtező mérkőzése Svédország ellen, 2009. szeptember 5-én. Eredménye: 1–2 (0–1).

## Előzmények
A svéd válogatott győzni jött Budapestre. Az összecsapás előtt szóba került az is, hogy a svéd válogatott klasszisa Zlatan Ibrahimović sérülése miatt kihagyja a fontos találkozót.
A mérkőzést megelőzőleg statikai vizsgálatok után csak 42 ezer férőhelyet értékesíthettek a jegyeladók és a felsőkaréj egy részét nem nyithatták meg a mérkőzésre a szervezők.
| „                                  | Az első mérkőzésünk is nagyon nehéz volt, sőt a magyarok a meccs egyes időszakaiban jobban is játszottak, mint mi, de végül sikerült megszereznünk a három pontot - mondta a sajtótájékoztatón . Holnap csakis a győzelemmel lehetünk elégedettek, mert a döntetlen csak a csodával határos módon érne később továbbjutást, vereség esetén pedig lemondhatnánk álmainkról. Természetesen nyerni szeretnénk, csapatunk ereje az egységben rejlik, és ezt igyekszünk is kihasználni. | ” |
| – Lars Lagerbäck, a mérkőzés előtt | |   |

| Korábbi eredmények | Korábbi eredmények | Korábbi eredmények | Korábbi eredmények |
| ------------------ | ------------------ | ------------------ | ------------------ |
| 2009. június 6.    | Svédország         | 0 – 1              | Dánia              |
| 2009. június 6.    | Albánia            | 1 – 2              | Portugália         |
| 2009. június 10.   | Svédország         | 4 – 0              | Málta              |

Tabella a mérkőzés előtt
| #  | Csapat       | J | Gy | D | V | RG | KG | GK  | P  |
| -- | ------------ | - | -- | - | - | -- | -- | --- | -- |
| 1. | Dánia        | 6 | 5  | 1 | 0 | 13 | 2  | +11 | 16 |
| 2. | Magyarország | 6 | 4  | 1 | 1 | 8  | 2  | +6  | 13 |
| 3. | Portugália   | 6 | 2  | 3 | 1 | 8  | 4  | +4  | 9  |
| 4. | Svédország   | 6 | 2  | 3 | 1 | 6  | 2  | +4  | 9  |
| 5. | Albánia      | 8 | 1  | 3 | 4 | 4  | 8  | –4  | 6  |
| 6. | Málta        | 8 | 0  | 1 | 7 | 0  | 21 | –21 | 1  |

- Portugália és Svédország sorrendjét a több szerzett gól határozta meg.
- Albániának és Máltának már nem maradt esélye a világbajnokságra való kijutásra.

## Az összeállítások
| 2009. szeptember 5. 836. mérkőzés vb-selejtező 2010 | Magyarország          | 1 – 2   | Svédország                    | Puskás Ferenc Stadion, Budapest Nézőszám: 42000 Játékvezető: Nicola Rizzoli (olasz) |
| 2009. szeptember 5. 836. mérkőzés vb-selejtező 2010 | Huszti 78' (11-esből) | (0 – 1) | Mellberg 9' Ibrahimović 90+4' | Puskás Ferenc Stadion, Budapest Nézőszám: 42000 Játékvezető: Nicola Rizzoli (olasz) |

| Csapatszínek | Csapatszínek | Csapatszínek |
| Csapatszínek |              |              |
| Csapatszínek |              |              |
|              |              |              |
| '            |              |              |

| Csapatszínek | Csapatszínek | Csapatszínek |
| Csapatszínek |              |              |
| Csapatszínek |              |              |
|              |              |              |
| '            |              |              |

| MAGYARORSZÁG:        |    |                  |  |                |
|                      |    |                  |  |                |
| KAP                  | 1  | Babos Gábor      |  |                |
| HV                   | 5  | Szélesi Zoltán   |  |                |
| HV                   | 4  | Juhász Roland    |  | 64'            |
| HV                   | 3  | Gyepes Gábor     |  |                |
| HV                   | 2  | Halmosi Péter    |  |                |
| KP                   | 8  | Dárdai Pál       |  | 31' 46'        |
| KP                   | 6  | Vadócz Krisztián |  |                |
| KP                   | 9  | Gera Zoltán      |  | 81'            |
| KP                   | 10 | Hajnal Tamás     |  | 84'            |
| KP                   | 7  | Dzsudzsák Balázs |  |                |
| CS                   | 11 | Huszti Szabolcs  |  | 78' (11-esből) |
| Cserék:              |    |                  |  |                |
| CSE                  | 12 | Király Gábor     |  |                |
| CSE                  | 13 | Tímár Krisztián  |  | 64'            |
| CSE                  | 14 | Bodor Boldizsár  |  |                |
| CSE                  | 15 | Tóth Balázs      |  |                |
| CSE                  | 16 | Fehér Csaba      |  |                |
| CSE                  | 17 | Buzsáky Ákos     |  | 84'            |
| CSE                  | 18 | Torghelle Sándor |  | 46'            |
| Szövetségi kapitány: |    |                  |  |                |
| Erwin Koeman         |    |                  |  |                |

| SVÉDORSZÁG:          |    |                    |  |        |
|                      |    |                    |  |        |
| KAP                  | 1  | Andreas Isaksson   |  |        |
| HV                   | 2  | Mikael Nilsson     |  |        |
| HV                   | 3  | Olof Mellberg      |  | 9' 81' |
| HV                   | 5  | Behrang Safari     |  |        |
| HV                   | 4  | Daniel Majstorovic |  |        |
| KP                   | 6  | Rasmus Elm         |  |        |
| KP                   | 7  | Kim Källström      |  |        |
| KP                   | 8  | Anders Svensson    |  | 22'    |
| KP                   | 9  | Samuel Holmén      |  | 85'    |
| CS                   | 10 | Zlatan Ibrahimović |  | 90+4'  |
| CS                   | 11 | Johan Elmander     |  | 75'    |
| Cserék:              |    |                    |  |        |
| CSE                  | 12 | Eddie Gustafsson   |  |        |
| CSE                  | 13 | Oscar Wendt        |  |        |
| CSE                  | 14 | Petter Hansson     |  |        |
| CSE                  | 15 | Ola Toivonen       |  |        |
| CSE                  | 16 | Sebastian Larsson  |  |        |
| CSE                  | 17 | Tobias Hysén       |  | 85'    |
| CSE                  | 12 | Marcus Berg        |  | 75'    |
| Szövetségi kapitány: |    |                    |  |        |
| Lars Lagerbäck       |    |                    |  |        |

|  |

## A mérkőzés
Telt házas mérkőzésen csapott össze a két csapat a Puskás Ferenc Stadionban. Bátran kezdték a hazaiak a világbajnoki selejtezőt. Letámadással presszingeltek a magyarok, a svédek inkább a kontrákra rendezkedtek be. A mérkőzés elején Olof Mellberg szerzett gólt fejesből. A mérkőzés második szögleténél Kim Källström beívelte a labdát, Szélesi Zoltán lemaradt Mellbergről, aki csukafejessel bevette a kaput. A magyar csapat futott az eredmény után. Dzsudzsák Balázs villogott a bal oldalon, de a cselek után a beadások nem találták meg az alacsony Huszti Szabolcsot a svéd védelemben. A szünetben Dárdai helyére beálló Torghelle Sándor vette át Huszti szerepét a csatársorban. Harcosabbá vált a csapat, de ez inkább mezőnyben mutatkozott meg, mintsem a kapu előtt. A 78. percben Dzsudzsák buktatását büntetővel honorálta az olasz játékvezető. Az ítélet-végrehajtó szerepet Huszti vállalt magára, aki értékesítette a tizenegyeset. Felrázta az egyenlítés a magyarokat és a győzelem is elképzelhetővé vált. A meccs hajrája iramban és izgalomban gazdag perceket hozott. Az utolsó utáni pillanatban, amikor sokan a hármas sípszót várták Källström ívelte fel a labdát Tímár Krisztián - aki juhász Rolandot váltotta - alászaladt a labdának és az átszállt a feje fölött, ami a mélységből jövő Ibrahimovicnak kapóra jött. Megállíthatatlanul tört kapura, a kifutó Babos Gábor ugyan elrúgta a labdát, de a svéd csatárt találta telibe és testéről a kapuba pattogott a játékszer. Rendkívül balszerencsés és elkerülhető gól volt ez. Ezzel a győzelemmel egy pontra megközelítettek minket a svédek a táblázaton. 

| „                               | Számos problémánk és nehézségünk ellenére megmutattunk, hogy igenis, tudunk küzdeni, harcolni, és ez biztató a jövőre nézve - nyilatkozta a mérkőzés után Erwin Koeman szövetségi kapitány. - Nem érdemeltünk vereséget, nagy balszerencse, hogy végül mégsem szereztünk pontot. Szükség van néhány napra ahhoz, hogy a játékosok feldolgozzák a történteket, és ez érthető is, mert rászolgáltak arra, hogy legalább egy pontot szerezzenek Svédország ellen. | ” |
| – Erwin Koeman, a mérkőzés után | |   |

| További eredmény    | További eredmény | További eredmény | További eredmény |
| ------------------- | ---------------- | ---------------- | ---------------- |
| 2009. szeptember 5. | Dánia            | 1 – 1            | Portugália       |

Tabella a mérkőzés után
| #  | Csapat       | J | Gy | D | V | RG | KG | GK  | P  |
| -- | ------------ | - | -- | - | - | -- | -- | --- | -- |
| 1. | Dánia        | 7 | 5  | 2 | 0 | 14 | 3  | +11 | 17 |
| 2. | Magyarország | 7 | 4  | 1 | 2 | 9  | 4  | +5  | 13 |
| 3. | Svédország   | 7 | 3  | 3 | 1 | 8  | 3  | +5  | 12 |
| 4. | Portugália   | 7 | 2  | 4 | 1 | 9  | 5  | +4  | 10 |
| 5. | Albánia      | 8 | 1  | 3 | 4 | 4  | 8  | –4  | 6  |
| 6. | Málta        | 8 | 0  | 1 | 7 | 0  | 21 | –21 | 1  |

- Albániának és Máltának már nem maradt esélye a világbajnokságra való kijutásra.

## Örökmérleg a mérkőzés után
| Magyarország | :         | Svédország |
| ------------ | --------- | ---------- |
| 15           | Győzelem  | 15         |
| 10           | Döntetlen | 10         |
| 77           | Gólok     | 72         |
| 55/120       | Pontok    | 55/120     |
| 46           | %         | 46         |

Előző mérkőzés - Következő mérkőzés

## Lásd még
- Magyar labdarúgó-válogatott